# 林香織 (声優)
林 香織（はやし かおり、5月23日 - ）は日本の女性声優。アミューズメントメディア総合学院声優タレント学科出身。公式身長160cm、足のサイズ24cm。趣味は舞台観劇・ダンス・エレクトーン。以前はプロダクション・エース（旧トライアルプロダクション）に所属していた。

## 出演作品

### テレビアニメ
- サザエさん（子供の龍海）
- 夏のあらし! 〜春夏冬中〜（不良B）
- ピーチガール（患者B、同好会会長、女店員、先生、おばさん、同僚）
- BLOOD+
- よばれてとびでて!アクビちゃん（大田モモコ）

### OVA
- PIMPA

### 劇場アニメ
- いのちの地球 ダイオキシンの夏（市役所の受付）
- ガラスのうさぎ

### ゲーム
- イースVI（リューグ、クロア、アルマ）

### 吹き替え
- RPM エキゾースト・ヒート（英語版）
- アドレナリン
- アナザーエフェクト11:59
- アホでまぬけなアメリカ白人 1･2
- アメリカン・ラヴァー
- イブラヒムおじさんとコーランの花たち
- インファナル・アンフェア
- エスケープ
- エステラ・ウォーレンの知られたくない私の秘密
- FCビーナス
- 還珠姫（ロン婆や）
- ケミカル51（シェリー）
- CODE46
- コナンラストウォリアーズ
- コナン&レッドソニア
- サティスファクション
- 三国志
- シャーロックホームズVSヴァンパイア
- 処刑人
- スー・チー in ヴィジブル・シークレット
- ズールー大作戦
- スパイダー・キングダム
- ダーウィン・アワード
- ターミネーター2018
- タイムコップ3
- ダブリン上等!
- チャーリーはスーパーカー
- Dr.HOUSE シーズン4（ブラッドベリー夫人）
- ハーパーズ・アイランド 惨劇の島
- プリズン・ブレイク
- ぼくとロッタの大逆転
- ホロコースト -アドルフ・ヒトラーの洗礼-
- マイ・ドリーム・ガール
- ミノタウルス
- ロードオブザタイム
- ロード・トゥ・ヘル

### ラジオ
- Eパラダイス
- テイルズリング内 "The It Theater"

### CDドラマ
- 紅猫探偵倶楽部

### ラジオCM
- ホンダプリモ 長野店